# Междоусобная война на Руси (1206—1210)
Междоусобная война на Руси (1206—1210) — борьба за власть в русских княжествах, представлявшая собой передел сфер влияния после гибели Романа Мстиславича галицкого (1205). В начале войны смоляне и черниговцы с половцами выступали как союзники против галичан, волынян и венгров, как и в последние годы жизни Романа. Затем после занятия Галича Ольговичами основная борьба разворачивалась между смоленскими и черниговскими князьями за Киев. Владимирский князь Всеволод Большое Гнездо сначала действовал против родственников Ольговичей,  после потери Переяславского княжества и захватил Рязань, затем утратил контроль над Новгородом в пользу Ростиславичей и перешёл на сторону Ольговичей.

## Расстановка сил перед войной (1198—1205)
После вести о смерти Романа Галицкого (1205) Рюрик Ростиславич, ранее постриженный им насильно в монахи, вернулся на киевское княжение. Возобновился союз смоленских Ростиславичей и черниговских Ольговичей (с половцами), направленный против власти волынских князей в Галиче. Туда вернулась боярская партия Кормиличичей, выступавшая за приглашение на княжение северских Игоревичей, внуков Ярослава Осмомысла по матери.
Однако совместный поход 1205 года на Галич смолян, черниговцев и половцев закончился безрезультатно: союзники выиграли полевое сражение, но были разбиты под стенами Галича, который по соглашению вдовы Романа с королём Андреем II защищал венгерский гарнизон. Уже в 1205 году Рюрик дал Ольговичам Белгород. Вероятно, они признавали его права на Киев в обмен на помощь в Галиче.
Ольговичи, Ростиславичи и половцы провели в 1206 году беспрецедентный черниговский съезд. О его решениях неизвестно, но был проведён новый совместный поход на Галич, причём к союзу присоединился и Лешко Краковский, в походе на которого погиб Роман. Романовичи с матерью бежали во Владимир, его атаковали поляки. Андрей венгерский, не вступая в прямой конфликт со всей коалицией, провёл поход под Владимир Волынский в поддержку Романовичей. Лешко отступил.

## История

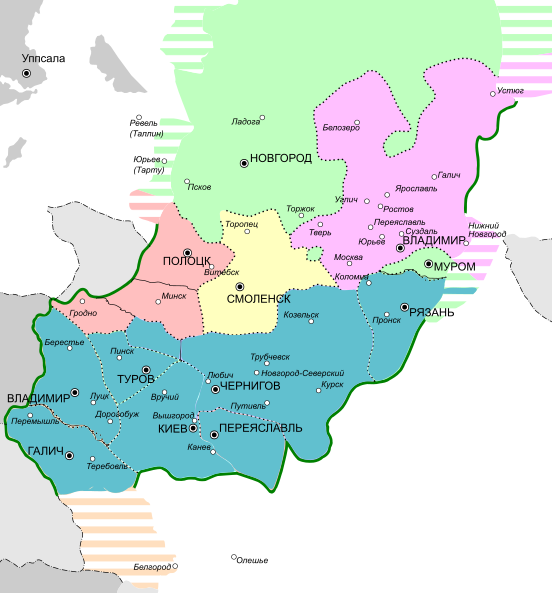
Максимальный успех Ольговичей после разрыва союза с Ростиславичами (1206)
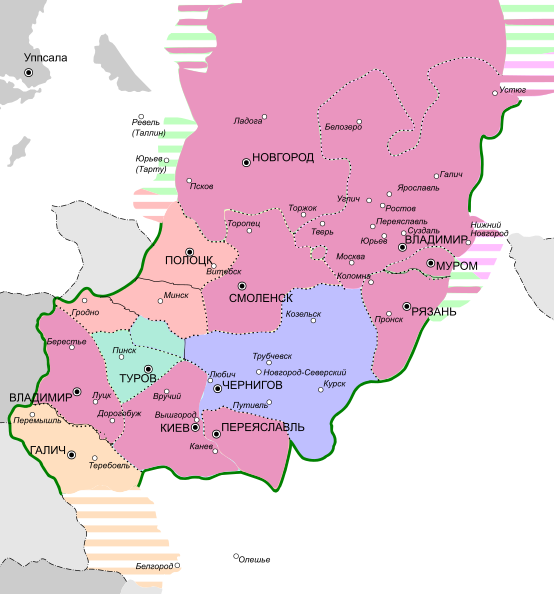
Успех Мономаховичей (1208) после рязанского похода
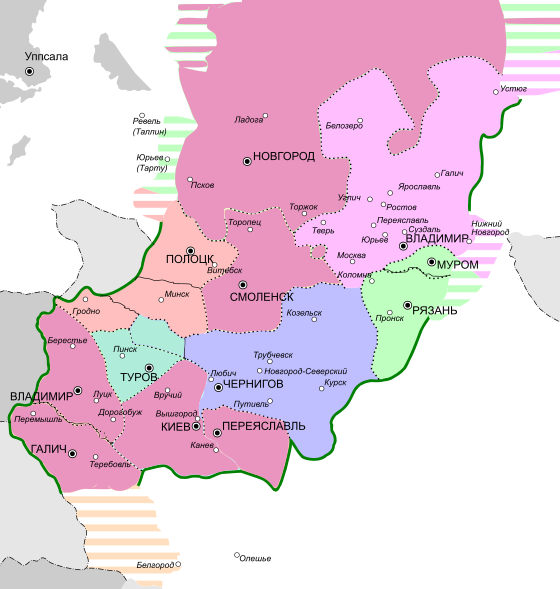
Владения Ростиславичей и их союзников после разрыва с Суздалем (начало 1210)
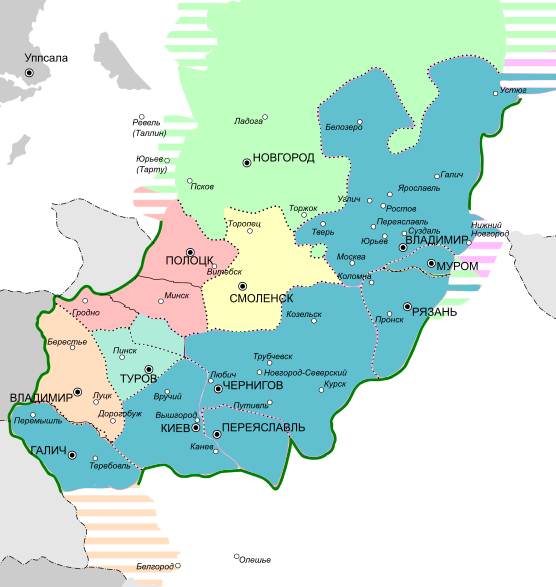
Земли черниговско-суздальского союза на конец войны

### Успех Ольговичей (1206—1207)
Галичане согласились принять Игоревичей, но попытку занять Галич по согласованию с венгерским королём предпринял сын Всеволода Большое Гнездо Ярослав, княживший в Переяславле Южном, сохранявшемся во владении суздальских Юрьевичей с 1155 года. Эта акция, хоть и оказалась безуспешной, привела к разрыву Ольговичей и с Рюриком, и с Всеволодом Большое Гнездо. Игоревичи утвердились в Галиче (Владимир — в Галиче, Святослав — на Волыни, Роман — в Звенигороде), а Всеволод выгнал Рюрика из Киева, а Ярослава — из Переяславля (там сел сын Чермного Михаил).
Рюрику удалось отбить Киев, но уже зимой 1206/07 годов Всеволод с братьями и половцами 3 недели безуспешно осаждал Киев, а в 1207 вместе со Святополчичами туровскими и Владимиром Игоревичем галицким смог изгнать Ростиславичей не только из Киева, но и из Белгорода (Мстислава Романовича) и Торческа (Мстислава Мстиславича, будущего Удатного).

### Успех Мономаховичей (1207—1208)
Рязанские князья находились в тесных родственных связях с черниговскими: Роман Глебович рязанский был женат на сестре Всеволода Чермного, Михаил Всеволодович пронский — на дочери Всеволода Чермного. После того, как Ростиславичи были выбиты с юга, под прямым или косвенным контролем Всеволода Чермного оказалось пространство от Галича и Турова на западе до Рязани на востоке и вся степная граница Руси с половцами. Это вызвало консолидацию сил его противников как на Руси, так и на западе.
Тогда же в 1207 году Всеволод Большое Гнездо объявил поход на Чернигов с участием новгородцев, которых привёл старший Всеволодович Константин, и рязанцев. Однако несколько рязанских князей были взяты в плен (причём двое старших из них, Роман и Святослав Глебовичи, умерли во владимирской тюрьме), а вместо Чернигова войска были направлены на черниговских союзников в Рязани. Рязань и Белгород были сожжены (1208), Всеволод предпринял попытку раздела княжества между Олегом Владимировичем пронским, Давыдом Юрьевичем муромским, затем своими наместниками, включая сына Ярослава.
В 1207 году Рюрик смог вернуться в Киев, а в 1208 году с помощью поляков Святослав Игоревич был изгнан с Волыни, там сел представитель местной династии Александр Всеволодович. Венгры начали нажим на Галич: сначала Владимир Игоревич был изгнан собственным братом Романом, а через 2 года возвращён обратно с помощью венгров же. При этом Владимир посылал богатые дары венгерскому королю, «покупая» мир.
Зимой 1208/1209 годов Михаил Всеволодович и Изяслав Владимирович пронские предприняли набег на окрестности Москвы, но были отбиты владимирским княжичем Юрием Всеволодовичем.

### Разрыв Ростиславичей с Всеволодом Большое Гнездо (1209)
Уже зимой 1208/1209 годов Ростиславичи заняли Новгород, вступив здесь в прямой конфликт с Всеволодом Большое Гнездо. Торопецкий князь Мстислав Удатный, к тому времени известный по боям с половцами, был приглашён в Новгород, захватил Святослава Всеволодовича и владимирских дворян. Всеволод Большое Гнездо предпринял поход на Торжок, называл себя «отцом» Мстиславу (двоюродный брат Мстислава Ростислав Рюрикович был женат на дочери Всеволода), однако ему пришлось отступить. В первые же годы новгородского княжения Мстислав провёл два похода против эстов.
В 1210 году впервые Ростиславичи очно столкнулись с Игоревичами на юго-западе. Ростислав Рюрикович ненадолго (по «Истории Российской» Татищева В. Н. в январе-феврале) вокняжился в Галиче.
Далее, согласно традиционной версии, в 1210 году в Киев вернулся Всеволод Чермный, уступив Рюрику Чернигов. Однако, согласно исследованиям Р. В. Зотова и А. П. Пятнова, Рюрик Ростиславич умер в 1210 году, поэтому стал возможным новый захват Киева Всеволодом Чермным. Рюриком же, севшим в Чернигове, был Рюрик Ольгович, старший племянник Всеволода Чермного. Ситуацию, когда он занял Чернигов помимо дядьёв (Глеба и Мстислава Святославичей), Пятнов объясняет тем, что последние заняли столы неподалёку от Киева, ссылаясь, в частности, на Голубовского П. В., писавшего о переяславском княжении Глеба Святославича. Также известно, что превосходившие Рюрика Ольговича старшинством Ярославичи в 1212 году занимали Вышгород в Киевской земле. Переяславль был возвращён Всеволоду Большое Гнездо, после его смерти Юрий послал туда брата Владимира, но тот был разбит и пленён союзными Ростиславичам половцами. Следующий суздальский князь появился в Переяславле только в 1227 году.

## Дальнейшие события
В этой ситуации был заключён мир между Всеволодом Большое Гнездо и Ольговичами, в его ознаменование Юрий Всеволодович владимирский женился на черниговской княжне Агафье Всеволодовне (10 апреля 1211 года).
В сентябре 1211 года Игоревичи были выбиты из Галича венграми и волынскими князьями и двое из них повешены. Однако только после смерти Всеволода Большое Гнездо (15 апреля 1212 года) Чермный обвинил Ростиславичей в гибели братьев, чтобы полностью вытеснить их с юга. В ответ Ольговичи были выбиты из Киева смоленскими Ростиславичами при поддержке новгородцев уже в июне 1212 года, венгры из Галича — начиная с 1214.
После смерти Всеволода Большое Гнездо (1212) владимирским князем стал Юрий, продолживший политику союза с Ольговичами. Рязанские князья, родственники Ольговичей, были отпущены из суздальского плена. Вместе с тем усиливались противоречия между Юрием и лишённым наследства старшим Всеволодовичем Константином (женатым на дочери Мстислава Романовича смоленского), а союзник Юрия Ярослав Всеволодович боролся с Мстиславом Удатным за влияние в Новгороде, что вылилось в жестокую междоусобицу в Северо-Восточной Руси.